# Олдрих Рот
Олдрих Рот (Требеховице под Оребом,26. мај 1951) је бивши чехословачки фудбалски репрезентативац, освајач је бронзане медаље на Европском првенству у фудбалу 1980. и златне медаље на Летњих олимпијских игара 1980. у Москви. По завршетку професионалне каријере играо је за СК Чернолице и био је делегат фудбалског синдиката.

## Фудбалска каријера
Играо је за Спартак Храдец Кралове, Дуклу из Прага, на Кипру за ЕПА Ларнаку и за Славију из Прага. У Првој лиги Чехословачке одиграо је 313 утакмица и постигао 49 голова. На клупском нивоу је три пута освојио титулу првака лиге са Дуклом Прагом. Три пута је наступао за репрезентацију Чехословачке, али ниједну од ових утакмица није одиграо до краја. Врхунац његове каријере било је освајање златне олимпијске медаље, која је била прва у овом спорту за Чехословачку и последња у њеној историји. Играо је на 7 утакмица у Купу европских шампиона, 3 утакмице у Купу победника купова и 9 мечева у УЕФА Лига Европе.

## Лигашки учинак
| Сезона                       | Утакмица | Голова | Клуб                   |
| ---------------------------- | -------- | ------ | ---------------------- |
| 2. чехословачка лига 1971/72 | 30       | 5      | Спартак Храдец Кралове |
| 1. чехословачка лига 1972/73 | 18       | 2      | Спартак Храдец Кралове |
| 1. чехословачка лига 1973/74 | 27       | 3      | ФК Дукла Праг          |
| 1. чехословачка лига 1974/75 | 27       | 1      | ФК Дукла Праг          |
| 1. чехословачка лига 1975/76 | 27       | 6      | ФК Дукла Праг          |
| 1. чехословачка лига 1976/77 | 28       | 4      | ФК Дукла Праг          |
| 1. чехословачка лига 1977/78 | 30       | 4      | ФК Дукла Праг          |
| 1. чехословачка лига 1978/79 | 28       | 6      | ФК Дукла Праг          |
| 1. чехословачка лига 1979/80 | 27       | 7      | ФК Дукла Праг          |
| 1. чехословачка лига 1980/81 | 25       | 6      | ФК Дукла Праг          |
| 1. чехословачка лига 1981/82 | 28       | 4      | ФК Дукла Праг          |
| 1. чехословачка лига 1982/83 | 30       | 5      | ФК Дукла Праг          |
| 1. лига Кипра 1983/84        | -        | -      | ЕПА Ларнака            |
| 1. чехословачка лига 1984/85 | 18       | 1      | ФК Славија Праг        |
| Укупно 1. лига               | 313      | 49     |                        |